# 恋のインターチェンジ
恋のインターチェンジは、1965年2月20日に ビクターより発売された橋幸夫の61枚目のシングル（SV-124）。同年5月には、同名のミュージックブックが制作・発売された（MBK3127）。

## 概要
- 作詞は実業家で直木賞作家、経営コンサルタントでもあった邱永漢。作曲は、クラリネット奏者で著名な藤家虹二で異色の組み合わせである。橋は、前年の64年から恩師の佐伯孝夫、吉田正以外の楽曲をリリースしているが、65年に入ると、この傾向はいっそう顕著になり、1月の楽曲「さすらい者」につづいて、本曲のリリースとなっている。
- 楽曲は63年7月15日名神高速道路の栗東IC～尼崎ICが日本初の高速道路として開通し[2]、その前年には東名高速道路の東京～静岡間で工事着手するなど、本格的な高速自動車道の到来を背景にして制作された。
- 橋のリズム歌謡は、佐伯・吉田コンビによる一連の作品（「恋をするなら」、「ゼッケンNO.1スタートだ」、「チェッ・チェッ・チェッ -涙にさよならを-」、「あの娘と僕（スイム・スイム・スイム）」、アメリアッチリズムによる「恋と涙の太陽」）が著名だが、本作は「僕等はみんな恋人さ」同様、佐伯・吉田コンビ以外の作家によるリズム歌謡となっている。
- 橋は、若い頃作詞にも熱心だった邱永漢について、「この頃たくさん歌詞も書かれていた」、「日本にも高速道路ができたことを背景にして、そのインターチェンジを恋の迷いにダブらせて、『まっすぐ行こうか、曲がろうか、それともこのまま戻ろうか』」と、巧みに表現しており、この表現を「好きだなあ」と回想している[3]。
- c/wの「花の仁義」は、A面とおなじく邱永漢、藤家虹二の制作で、賽の目に命をかける渡世人をうたった時代歌謡の異色作となっている。
- 橋、邱永漢、藤家虹二の共演によるシングルは本楽曲のみである。

## 収録曲
1. 恋のインターチェンジ
作詞： 邱永漢、作・編曲：藤家虹二
2. 花の仁義
作詞： 邱永漢、作曲：藤家虹二、編曲：寺岡真三

## 収録アルバム
- 『元祖！リズム歌謡』（2005年6月29日）VICL-61686
- 『橋幸夫が選んだ橋幸夫ベスト40曲』（2000年10月4日）VICL-60641～2
- 『歌の架け橋～橋幸夫45周年記念』(2005年12月16日)　VICL-61843～5
- CD-BOXでの収録は以下のとおり
『橋幸夫大全集』（CD-BOX 6枚組） [1993年9月20日発売] DISC-4
『橋幸夫ベスト100+カラオケ15』（CD-BOX 5+1枚組） [2015年10月28日発売] DISC-5

## ミュージックブック「恋のインターチェンジ」
掲載記事
1. 巻頭グラビア
2. 幸ちゃんのすっとび剣法
3. グラビア
4. 歌詞紹介1（恋のインターチェンジた、花の仁義）
5. 幸ちゃんとスポーツ
6. 歌詞紹介2（さすらい者、星に聞いても）
7. グラビア
8. NEWS（最近の幸ちゃん）
9. グラビア
10. 歌詞紹介3（君のひたいに光る汗、北海の流氷）
11. 曲目解説
12. 歌詞紹介4（太陽の街、新博多どんたく）
13. グラビア
14. 奥付（幸ちゃのすべて）

付属ソノシート（片面録音4枚）
1. シート1（恋のインターチェンジた、花の仁義）
2. シート2（さすらい者、星に聞いても）
3. シート3（君のひたいに光る汗、北海の流氷）
4. シート4（太陽の街、新博多どんたく）

制作：日本ビクター株式会社 / 発行：ビクター出版株式会社（1965年5月）